# Hesperantha flexuosa
Hesperantha flexuosa är en irisväxtart som beskrevs av Friedrich Wilhelm Klatt. Hesperantha flexuosa ingår i släktet Hesperantha och familjen irisväxter. Inga underarter finns listade i Catalogue of Life.